# Günter Verheugen

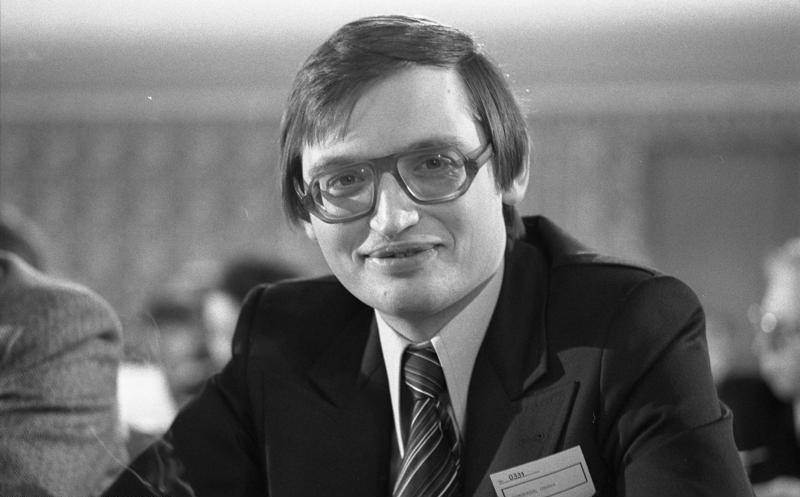
Günter Verheugen 1976-ban

Günter Verheugen (Bad Kreuznach, 1944. április 28. –) német szociáldemokrata politikus, a Prodi- és az első Barroso-bizottság tagja.

## Pályafutása
1963 és 1969 között a kölni és a bonni egyetemen történelmet, szociológiát és politikatudományt tanult.
1978-tól 1982-ig a Német Szabaddemokrata Párt (FDP) tagja, majd főtitkára volt.
1982-ben az FDP megbuktatta Helmut Schmidt FDP-SPD koalíciós kormányát, és a CDU-hoz csatlakozott, így Helmut Kohl az lett új német kancellár. Verheugen azonban nem követte pártja irányvonalát, és átlépett az SPD-be, a Német Szociáldemokrata Pártba.
1983-tól 1999-ig a Bundestagban, azaz a (nyugat-)német parlamentben szociáldemokrata képviselő, tagja a külügyi bizottságnak (1983–1998), majd a külügyminisztérium államtitkára (1998–1999). 1999 és 2004 között az EU bővítésért felelős biztosa, így nagy szerepe volt Magyarország európai uniós csatlakozásában.
2004-től az Európai Bizottság egyik alelnöke, egyben a vállalkozásokért és az iparért felelős biztos.
2007-ben a német Bunte magazin azzal vádolta meg, hogy 2006-ban szeretőjét nevezte ki kabinetfőnökének, márpedig ez ellenkezik az Európai Bizottság etikai kódexével.

## Magyar kitüntetése
- A Magyar Érdemrend parancsnoki keresztje a csillaggal (2004)